# Korrelationstest (Statistik)
Ein Korrelationstest bezeichnet in der Statistik ein Verfahren, in dem die Korrelation zweier Testvariablen geprüft wird.
Diese Prüfung kann zwei Ziele haben:
- Plausibilität
- Kausalität
- Bestätigung von Hypothesen[1]

Umgekehrt gilt jedoch, dass nicht bei jeder Korrelation ein Zusammenhang besteht:

„Die Tatsache, dass zwei Merkmale miteinander korrelieren, lässt keinen sicheren Schluss auf das Vorhandensein einer Kausalbeziehung zu.“

Beispiel
Die Zahl der Störche korreliert nicht mit der Zahl der Kinder in einem Dorf.